# 格丁茨鄉

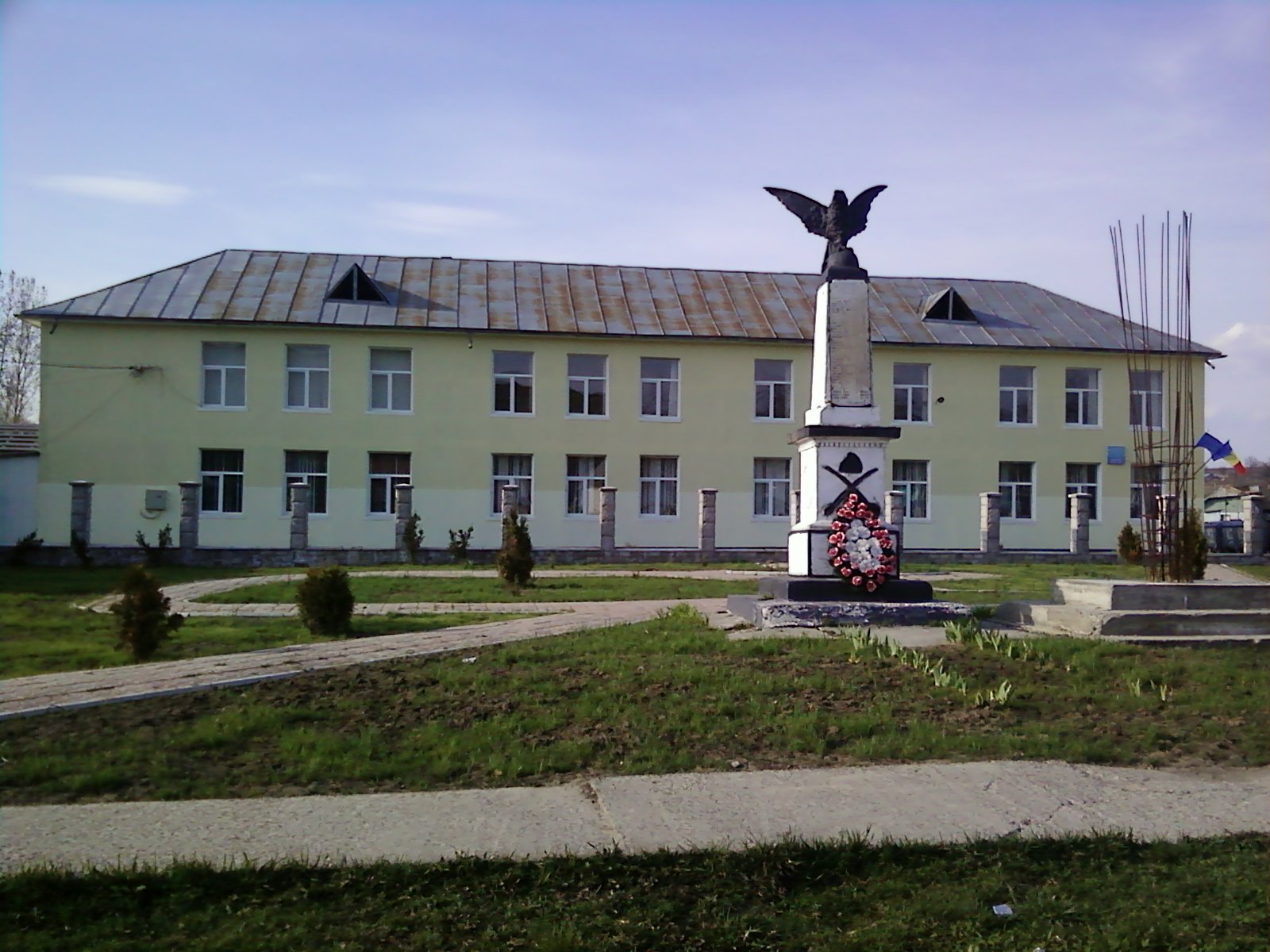

46°56′N 27°01′E / 46.933°N 27.017°E
格丁茨鄉（羅馬尼亞語：Comuna Gâdinți, Neamț），是羅馬尼亞的鄉份，位於該國東北部，由尼亞姆茨縣負責管轄，面積43平方公里，海拔高度198米，2007年人口2,621，人口密度每平方公里61人。